# Hyoscyamus nutans
Hyoscyamus nutans är en potatisväxtart som beskrevs av Schönbeck-temesy. Hyoscyamus nutans ingår i släktet bolmörter, och familjen potatisväxter. Inga underarter finns listade i Catalogue of Life.